# Colobothea sordida
Colobothea sordida är en skalbaggsart som beskrevs av Aurivillius 1902. Colobothea sordida ingår i släktet Colobothea och familjen långhorningar. Inga underarter finns listade i Catalogue of Life.